# Гюнтер Ла-Бом
Гюнтер Ла-Бом (нім. Günter La Baume; 29 квітня 1911, Данциг — 1 квітня 1944, Баренцове море) — німецький офіцер-підводник, корветтен-капітан крігсмаріне.

## Біографія
1 квітня 1929 року вступив на флот. З березня 1938 року — командир роти 1-го морського навчального дивізіону в Глюксбурзі. З вересня 1939 року — референт управління розвідки і контррозвідки ОКВ. В квітні-серпні 1941 року пройшов курс підводника, у вересні-жовтні — курс командира підводного човна. З 29 жовтня 1941 року — командир підводного човна U-355, на якому здійснив 9 походів (разом 211 днів у морі). 7 липня 1942 року потопив британський торговий пароплав Hartlebury водотоннажністю 5082 тонни, який перевозив 6 вантажівок, 36 танків, 7 літаків і 2409 тонн військових припасів; 38 з 58 членів екіпажу пароплава загинули. 4 квітня 1944 року U-355 і всі 52 члени екіпажу зникли безвісти в Баренцевому морі південно-західніше Ведмежого острову під час переслідування конвою JW 58.

## Звання
- Кандидат в офіцери (1 квітня 1929)
- Морський кадет (10 жовтня 1929)
- Фенріх-цур-зее (1 січня 1931)
- Оберфенріх-цур-зее (1 квітня 1933)
- Лейтенант-цур-зее (1 жовтня 1933)
- Оберлейтенант-цур-зее (1 червня 1935)
- Капітан-лейтенант (1 серпня 1938)
- Корветтен-капітан (1 квітня 1943)

## Нагороди
- Медаль «За вислугу років у Вермахті» 4-го класу (4 роки)
- Іспанський хрест в бронзі (6 червня 1939)
- Хрест Воєнних заслуг 2-го класу з мечами (30 січня 1941)
- Нагрудний знак підводника (22 липня 1942)
- Залізний хрест
  - 2-го класу (22 липня 1942)
  - 1-го класу (6 серпня 1943)